# Le Quotidien (Luxemburg)
Le Quotidien este un cotidian în limba franceză publicat în Esch-sur-Alzette, Luxemburg.

## Istorie și profil
Le Quotidien, un ziar în limba franceză, a fost înființat în noiembrie 2001. Ziarul este succesorul ediției luxemburgheze al Le Républicain lorrain, ziar regional francez. Această schimbare a avut loc atunci când ziarul a fost achiziționat de Editpress, care deține de asemenea Le Jeudi și Tageblatt. Editorul Le Quotidien, cu sediul în Esch-sur-Alzette, este Lumedia. Lucrarea este publicată în format Berliner.
Profilul politic al Le Quotidien este stânga-liberală. Ziarul vizează rezidenții străini din Luxemburg și oferă știri naționale, internaționale și locale.
Le Quotidien are un site web lansat în 2001. La 10 noiembrie 2010, ziarul a prezentat un design și un nou logo. De la aceeași dată a apărut și Panorama, un supliment carea apare sâmbătă cu recenzii de weekend despre activități de divertisment.

## Tiraj
În 2003, Le Quotidien a distribuit 5.469 de exemplare pe baza raportului editorului. În 2004, tirajul ziarului a fost de 5.441 de exemplare. Ziarul a avut un tiraj de 6.637 de exemplare în 2008 și 6.275 de exemplare în 2009. Tirajul a fost de 6.413 exemplare în 2010 și 7.021 de exemplare în 2011.